# 中子辐射

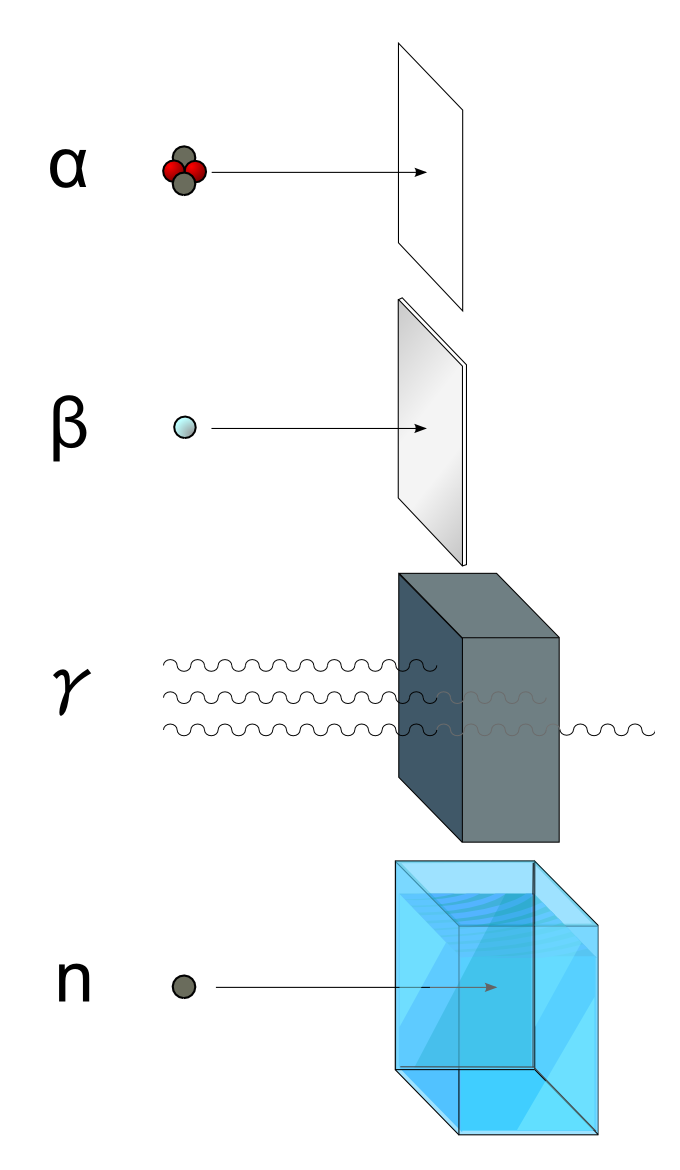
中子輻射(n)，可被水擋下。

中子輻射（英語：Neutron radiation）是一種由自由中子組成的電離輻射。核裂變的結果是原子會釋放出自由中子，這些自由中子與其他原子的核發生反應形成新的同位素，反過來也可能會產生輻射。自由中子是不穩定的，會衰變成質子，電子和反中微子，平均壽命為881秒（約15分鐘） 。中子輻射為1級致癌物。

### 裂變中子輻射
核反應堆中的中子通常可以根據其能量分類為慢中子（又稱熱中子）和快中子。慢中子的能量分佈與熱力學平衡狀態下的氣體相似（遵循麦克斯韦-玻尔兹曼分布）。相比於快中子，慢中子更容易被原子核俘獲，因此也是促使元素核轉化的主要方法。裂變過程中產生的中子必須被其它可裂變的原子核俘獲，才能讓核裂變反應繼續進行。較高能量中子的截面（發生核反應的几率）較低，普通核燃料無法俘獲足夠多的快中子以維持鏈式反應，因此爲了減慢快中子的速度，大多數裂變反應堆的設計中都引入了中子減速劑，允許核燃料充分吸收裂變反應產生的中子。一般的中子減速劑包括石墨，普通（輕）水和重水。相比之下，另一種裂變反應堆（快中子增殖反應堆）以及所有的裂变炸弹則都不需要對中子進行減速。元素鈹由於能夠作爲中子反射器或透鏡從而提升裂變反應的效率而經常被使用，其同時也能作爲中子源，是中子彈的關鍵組成部分。

### 宇宙中子
宇宙中子是從地球大氣或表面的宇宙輻射產生的中子。粒子加速器中產生的中子可能比反應堆中遇到的能量明顯更高。他們大多數的核心在到達地面之前被激發;其中一部份與空氣中的核反應。與氮-14的反應導致碳-14被生成，廣泛用於放射性碳測年 。

## 用途
冷、熱中子輻射最常用於散射和衍射實驗，以評估晶體學，凝聚態物理學，生物學，固態化學，材料科學，地質學，礦物學和相關科學中材料的性質和結構。中子輻射也用於部分設施以治療癌性腫瘤，因為其對細胞結構具有高度穿透性和破壞性。中子也可用於在使用膠片時進行稱為中子射線照相術的工業部件的成像，例如通過圖像板進行數字圖像的中子放射檢查，以及用於三維圖像的中子層析成像。中子成像通常用於核工業，空間和航空航天工業以及高可靠性炸藥行業。

## 電離機理和性質
中子輻射通常被稱為間接電離輻射 。它不以與質子和電子的帶電粒子（激發電子）相同的方式電離原子，因為中子沒有電荷。然而，中子相互作用很大程度上是電離的，例如當中子吸收導致γ射線並且伽馬射線（光子）隨後從原子中去除電子時，或者從中子相互作用引起的核反射被電離並導致繼續電離其他原子。因為中子是不帶電的，它們比α射線或β射線更具穿透性。在某些情況下，它們比伽馬輻射更具穿透性，其在原子序數較高的材料中受阻。在諸如氫的低原子序的材料中，低能γ射線可能比高能中子更具穿透性

## 健康影響和屏護
在健康物理中，雖然快中子治療是治療癌症的利器
，但未經控制的中子輻射可能導致危險，此外，中子輻射在其遇到的大多數物質（包括身體組織）中誘導放射性的能力。這通過原子核捕獲中子而發生，原子核被轉化為另一個核素 ，通常是放射性核素 。這個過程佔據了核子武器爆炸釋放的大部分放射性物質。這也是核裂變和核聚變裝置的一個問題，因為它逐漸使設備具有放射性，使其最終必須被替代和處置為低放射性廢物 。
中子輻射的防護依賴於輻射屏障 。與基於光子或帶電粒子的常規電離輻射相比，中子被輕核重複地反彈和減慢（吸收），因此富含氫的材料在屏蔽上比鐵核更有效。光原子用於通過彈性散射來減慢中子，因此它們可以被核反應吸收。然而， 伽馬輻射通常在這種反應中產生，因此必須提供額外的屏蔽來吸收它。必須注意避免使用經過裂變或中子捕獲的核，導致原子核發生放射性衰變 ，產生γ射線。

## 另見
- 中子發射
- 中子彈
- 中子通量
- 中子衍射和中子散射
- 中子射線照相（英语：Neutron Radiography）